# Чорноморська селищна рада (Чорноморський район)
Чорномо́рська се́лищна ра́да — адміністративно-територіальна одиниця та орган місцевого самоврядування в Чорноморському районі Автономної Республіки Крим. Адміністративний центр — селище міського типу Чорноморське.

## Загальні відомості
- Населення ради: 10 991 особа (станом на 1 січня 2011 року)

## Населені пункти
Селищній раді підпорядковані населені пункти:
- смт Чорноморське

## Склад ради
Рада складається з 30 депутатів та голови.
- Голова ради: Кривобоков Сергій Олексадрович
- Секретар ради: Бейтуллаєва Ірина Володимирівна

### Керівний склад попередніх скликань
| Прізвище, ім'я, по батькові     | Основні відомості                                                | Дата обрання | Дата звільнення |
| ------------------------------- | ---------------------------------------------------------------- | ------------ | --------------- |
| Кривобоков Сергій Олександрович | Селищний голова, 1956 року народження, безпартійний              | 26.03.2006   | 31.10.2010      |
| Кривобоков Сергій Олексадрович  | Селищний голова, 1956 року народження, освіта вища, безпартійний | 31.10.2010   |                 |

Примітка: таблиця складена за даними сайту Верховної Ради України

### Депутати
За результатами місцевих виборів 2010 року депутатами ради стали:

#### За суб'єктами висування
| Суб'єкт висування                 | Кількість обраних депутатів | %    |
| --------------------------------- | --------------------------- | ---- |
| Партія регіонів                   | 14                          | 46,7 |
| Самовисування                     | 11                          | 36,7 |
| Українська морська партія         | 4                           | 13,3 |
| Політична партія «Сильна Україна» | 1                           | 3,3  |

#### За округами
| № округу                          | Прізвище, ім'я, по батькові      | Дата визнання обраним | Освіта  | Партійна приналежність                  | Відомості про обраного депутата                                     |
| --------------------------------- | -------------------------------- | --------------------- | ------- | --------------------------------------- | ------------------------------------------------------------------- |
| Партія регіонів                   |                                  |                       |         |                                         |                                                                     |
| 5                                 | Андреєва Тетяна Петрівна         | 05.11.2010            | вища    | член Партії регіонів                    | «Чорноморнафтогаз», радіооператор                                   |
| 7                                 | Василюк Людмила Миколаївна       | 05.11.2010            | вища    | член Партії регіонів                    | Чорноморське відділення «Ощадбанк», керуюча                         |
| 9                                 | Боровіков Петро Петрович         | 05.11.2010            | вища    | член Партії регіонів                    | Чорноморська РДА, інженер                                           |
| 12                                | Іванов Олексій Миколайович       | 05.11.2010            | вища    | член Партії регіонів                    | Чорноморська рятувальна станція, начальник                          |
| 13                                | Калагур Андрій Валентинович      | 05.11.2010            | вища    | позапартійний                           | Чорноморська рятувальна станція, водолаз                            |
| 14                                | Антипенко Сергій Петрович        | 05.11.2010            | вища    | член Партії регіонів                    | ТОВ «Нове покоління», директор                                      |
| 17                                | Кравченко Марина Василівна       | 05.11.2010            | середня | член Партії регіонів                    | ПП «Тарханкут Плюс», директор                                       |
| 18                                | Грищенко Федір Миколайович       | 05.11.2010            | середня | член Партії регіонів                    | рибально мисливське господарство, начальник                         |
| 21                                | Дерусов Андрій Олексійович       | 05.11.2010            | вища    | позапартійний                           | приватний підприємець                                               |
| 24                                | Огданець Володимир Вікторович    | 05.11.2010            | вища    | член Партії регіонів                    | ДАТ «Чорноморнафтогаз», начальник СБМУ                              |
| 25                                | Барановський Дмитро Михайлович   | 05.11.2010            | вища    | член Партії регіонів                    | ТОВ «Аріада», юрист                                                 |
| 26                                | Романенко Віталій Борисович      | 05.11.2010            | середня | член Партії регіонів                    | тимчасово не працює                                                 |
| 27                                | Запорожець Валерій Олексійович   | 05.11.2010            | вища    | член Партії регіонів                    | ДАТ «Чорноморнафтогаз», начальник бази буріння                      |
| 29                                | Корольов Олександр Миколайович   | 05.11.2010            | вища    | член Партії регіонів                    | пенсіонер                                                           |
| Політична партія «Сильна Україна» |                                  |                       |         |                                         |                                                                     |
| 8                                 | Чупріна Ірина Павлівна           | 05.11.2010            | вища    | член Політичної партії «Сильна Україна» | приватний підприємець                                               |
| Українська морська партія         |                                  |                       |         |                                         |                                                                     |
| 2                                 | Кравченко Ганна Андріївна        | 05.11.2010            | вища    | позапартійна                            | Чорноморська селищна рада, секретар                                 |
| 4                                 | Сироїжко Володимир Дмитрович     | 05.11.2010            | вища    | позапартійний                           | СК «Будівельник», директор                                          |
| 19                                | Заікін Станіслав Володимирович   | 05.11.2010            | середня | позапартійний                           | пенсіонер                                                           |
| 30                                | Казак Юрій Леонідович            | 05.11.2010            | вища    | позапартійний                           | комплекс «Південний», начальник                                     |
| Самовисування                     |                                  |                       |         |                                         |                                                                     |
| 1                                 | Кезля Руслан Олексійович         | 05.11.2010            | вища    | позапартійний                           | податкова міліція ДПІ, начальник відділу                            |
| 3                                 | Бейтуллаєва Ірина Володимирівна  | 05.11.2010            | вища    | позапартійна                            | Чорноморська селищна рада, спеціаліст                               |
| 6                                 | Алексєєва Ірина Іванівна         | 05.11.2010            | вища    | член Партії «Союз»                      | Чорноморська ЦРЛ, завідувачка акушерсько-гінекологічного відділення |
| 10                                | Вальчук Лариса Дмитрівна         | 05.11.2010            | середня | позапартійна                            | ТОВ «Яна», головний бухгалтер                                       |
| 11                                | Кандул Сергій Юрійович           | 05.11.2010            | вища    | позапартійний                           | ГАО «Чорноморнафтогаз», електромеханік                              |
| 15                                | Шликов Костянтин Георгійович     | 05.11.2010            | вища    | позапартійний                           | приватний підприємець                                               |
| 16                                | Чергинець Павло Вікторович       | 05.11.2010            | середня | позапартійний                           | приватний підприємець                                               |
| 20                                | Бурняшев Максим Володимирович    | 05.11.2010            | вища    | позапартійний                           | приватний підприємець                                               |
| 22                                | Вандер Вадим Сергійович          | 05.11.2010            | вища    | позапартійний                           | ТОВ «Будівельна техніка та устаткування», комерційний директор      |
| 23                                | Норін Олег Олегович              | 05.11.2010            | вища    | позапартійний                           | ЖБК «Сонячний острів», голова правління                             |
| 28                                | Серебряников Андрій Валентинович | 05.11.2010            | середня | позапартійний                           | приватний підприємець                                               |